# 天主教格拉納達教區 (哥倫比亞)
天主教格拉納達教區（拉丁語：Dioecesis Granadensis in Columbia）是哥倫比亞一個羅馬天主教教區，屬比亞維森西奧總教區。
阿里阿里宗座監牧區成立於1964年1月16日，1978年10月3日升為宗座代牧區，1999年10月29日升為教區並易名至今。
教區包括梅塔省西南部，2006年有教友151,931人，佔轄區總人口74.1%。教區下轄十八個堂區，有卅一名司鐸。現任教區主教為若瑟·費古洛·戈梅斯。